# Chefchaouen (stad)
Chefchaouen of Chaouen (Tamazight: ⴰⵛⵛⴰⵡⴻⵏ Achawen, Arabisch: شفشاون) is een stad in het noorden van Marokko en is de hoofdplaats van de gelijknamige provincie Chefchaouen.
De plaats is een toeristische trekpleister en bekend door haar indigoblauw geschilderde huizen. Het stadje is gelegen op een hoogte van 557 meter boven de zeespiegel. Chefchaouen wordt beschouwd als een heilige stad en telt acht moskeeën. In 2024 telde Chefchaouen zo’n 46.000 inwoners.

## Etymologie
De naam Chefchaouen (ook wel Chaouen genoemd bij de lokale bevolking), is afgeleid van het Berberse woord Achaouen verwijzend naar de twee bergtoppen die zichtbaar zijn vanaf de stad. Tegenwoordig staat de stad ook bekend als de blauwe stad omdat de huizen blauw zijn geschilderd.

## Geschiedenis
De stad is In 1471 gesticht door de Arabier Moulay Ali Ben Moussa Ben Rached El Alami, een afstammeling van de profeet Mohammed, als bolwerk tegen de Portugezen die na het veroveren van belangrijke havensteden aan de westelijk gelegen Atlantische kust ook het binnenland binnendrongen. Rondom de kasba zou al snel een stad ontstaan omdat er een waterbron te vinden was. In de laatste jaren van de Spaanse reconquista, die duurde tot 1492, kwamen veel vanuit Spanje verdreven Arabisch-sprekenden naar Marokko, waaronder Andalusische moslims, morisken en joden. Deze vestigden zich in Chefchaouen, en ook in Fès, Rabat, Tétouan en Tanger. Veel van de witte puntgevelhuizen stammen nog uit deze tijd. 
Van 1924 tot 1926 hoorde de stad bij de Rif-Republiek van Abd el-Krim. In 1921 riep hij een onafhankelijke islamitische Rif-Republiek uit en leidde het verzet tegen de Spaanse bezetting. In die tijd werd Chefchaouen enkele malen door het Spaanse leger aangevallen en gebombardeerd, maar pas in 1926 ingenomen.

## Bezienswaardigheden
Er zijn meerdere legendes over wie de blauwe gevels heeft geïntroduceerd en waarom. Wel zorgen de blauwe steegjes met rijk versierde deuropeningen en vele fonteinen voor een aparte sfeer. In de stad zijn zo'n tweehonderd hotels te vinden. Belangrijke bezienswaardigheden zijn:
- De Blauwe Medina: Wandel door de schilderachtige, blauwgeschilderde straatjes. Elke hoek is fotogeniek en het is een genot om simpelweg te verdwalen in de medina
- Kasbah & Etnografisch Museum: Historisch 15e‑eeuwse vesting met een museum en toren die panoramisch uitzicht biedt over de medina
- Plaza Uta el Hamman: Centraal plein omringd door cafés, restaurants en uitzicht op de historische Kasbah.
- Ras El Maa waterval: Pittoreske waterval aan de rand van de medina. Populaire plek met cafés langs de beek.

Omdat de omliggende regio een belangrijke producent is van cannabis trekt de stad ook veel drugstoeristen. Rondom de stad wordt een eigen geitenkaas geproduceerd en verder is in de buurt de Kef Toghobeitgrot te bezoeken. Dit is de diepste grot van Marokko.

## Op TV
- De 4-delige tv-serie "De Toestand in Marokko" (1997) video-verkenningen in de Rif,
  - Deel 1: Chefchaouen

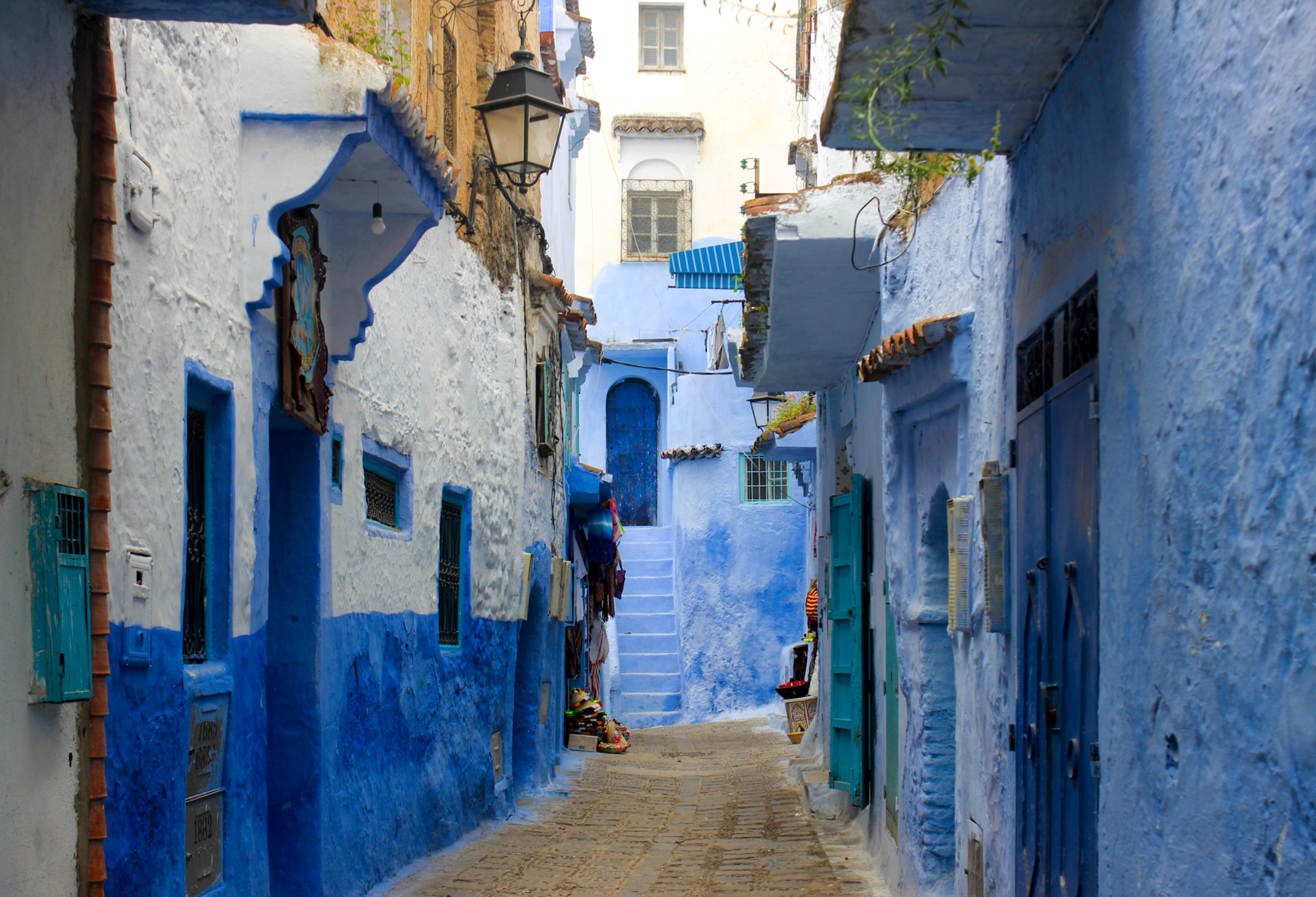
Straat in de medina met de typische blauw geschilderde huizen.
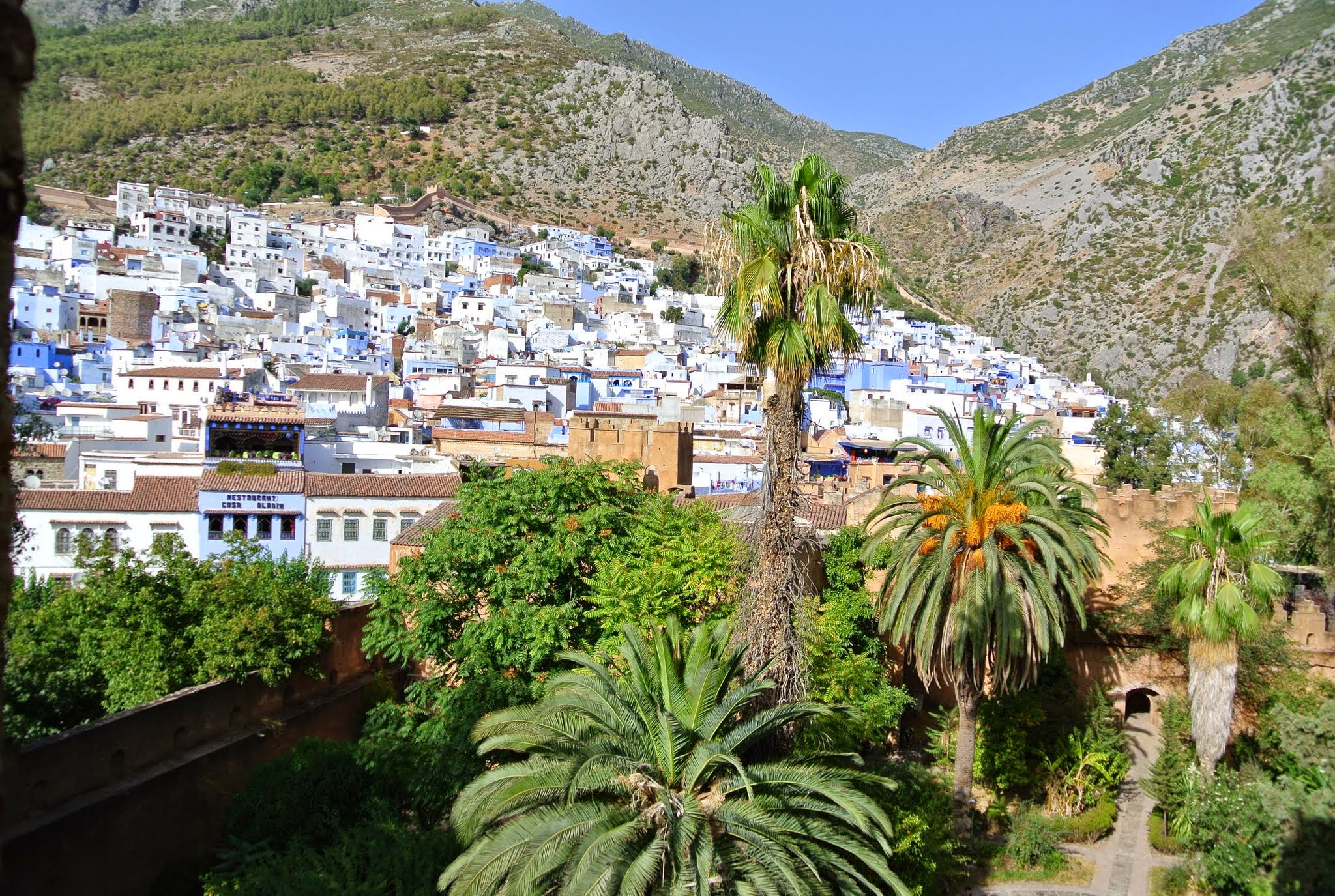
Chefchaouen gezien vanuit de kasba
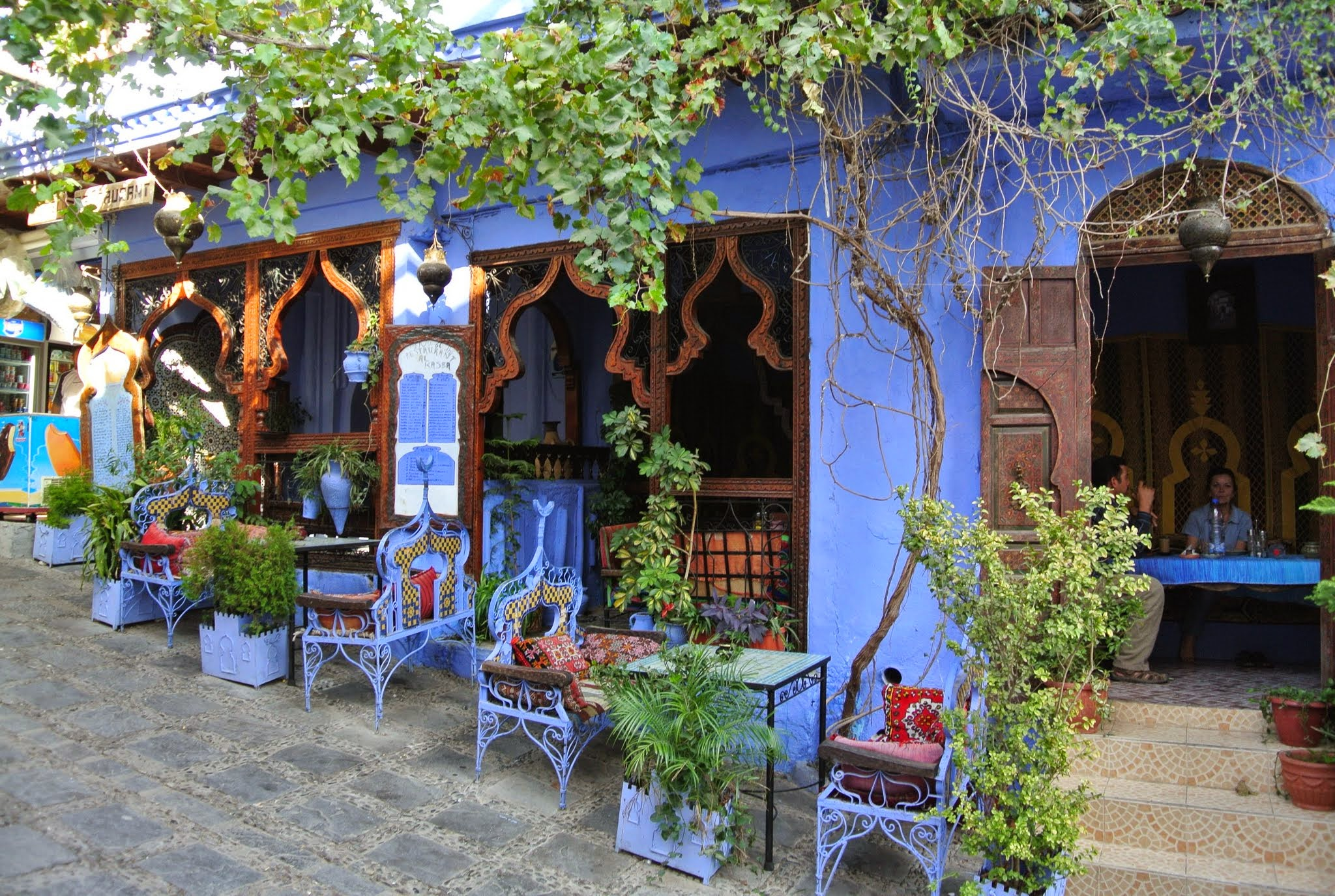
Terras